# Sports Club Egedal
Sports Club Egedal (forkortet SC Egedal, SCE) var en dansk fodboldklub hjemmehørende i Egedal Kommune på Sjælland, som blev en realitet den 1. juli 2011. Klubben var resultatet af en delvis fusion mellem kvinde- og herreseniorafdelingerne i Stenløse Boldklub og Ølstykke Fodbold Club. På de to moderklubbers ekstraordinære generalforsamlinger i januar og februar 2011, blev der blandt moderklubbernes medlemmer med stort flertal stemt ja til at fusionere de to afdelinger, og DBU godkendte den delvise fusion den 2. april 2011.
Det sjællandske mandskab afviklede deres hjemmekampe på Ølstykke Stadion, der har en samlet kapacitet på 3.000 tilskuere (heraf 752 siddepladser). Klubben var medlem af Dansk Boldspil-Union (DBU) og det lokale fodboldforbund, DBU Sjælland, og spillede i rød trøje, marineblå shorts og marineblå strømper. Klubbens logo symboliserede Veksøhjelmene, som er unikke for både Egedals lokalhistorie og dansk kulturopfattelse. De to hjelme kan dateres til yngre bronzealder, ca. 1.000 til 800 før vor tidsregning.
Efter en historisk stærk 2. division øst i 2011-12, måtte SC Egedal se sig nedrykket til Danmarksserien (2012-13) på trods af 32 point og en målscore på kun −3. SC Egedal formåede trods nedrykningen at holde fast i stammen af spillere, og krydret med en større gruppe unge talenter fra Team Egedal lykkedes det de rød-blå at vende tilbage til divisionerne efter kun en sæsons fravær. Holdet vandt Herre-DS Pulje 2 foran GVI på en bedre målscore, som ikke mindst Thomas Wagner var stor bidragsyder til med ikke mindre end 40 sæsontræffere.
Den følgende sæson som oprykker i 2. division øst 2013-14 blev een lang kamp for overlevelse, og holdet måtte se sig nedrykket til Danmarksserien igen ved sæsonafslutningen. I starten af den nye sæson som Danmarksserieklub fyrede klubben den 6. oktober 2014 Jimmy Kastrup som cheftræner på baggrund af svigtende resultater, og klubben sluttede sæsonen som nummer 11.
Den 24. februar 2015 holdt Stenløse Boldklub ekstraordinær generalforsamling, hvor man vedtog, at når den indeværende sæson var forbi, ville Stenløse Boldklub udtræde af SC Egedal. Dette betød, at klubben per 30. juni 2015 blev opløst, og at Stenløse Boldklub måtte starte den kommende sæson i Sjællandsserien og Ølstykke Fodbold Club i Serie 3.